# Austrocarabodes horridus
Austrocarabodes horridus är en kvalsterart som först beskrevs av Wallwork 1977.  Austrocarabodes horridus ingår i släktet Austrocarabodes och familjen Carabodidae. Inga underarter finns listade.